# Rondodasosa
Rondodasosa, ou parfois Rondo, de son vrai nom Mattia Barbieri, est un rappeur, chanteur et auteur-compositeur-interprète italien, né le 29 avril 2002 à Milan en Lombardie (Italie). Il a commencé sa carrière musicale en fin 2019, en sortant son premier EP Giovane Rondo en 2020. Anciennement membre du collectif Seven 7oo

## Biographie

### Jeunesse
Rondodasosa, est né le 29 avril 2002 dans le quartier de San Siro, à Milan, en Lombardie. Comme il l'a rapporté dans une interview pour GRM Daily, afin d'éviter d'être condamné à une peine de prison pour mineurs, il trouvera un emploi chez McDonald's en 2020, puis travaillera comme serveur dans un restaurant pour 600€ par mois.

### Carrière

#### Débuts
Le 10 janvier 2020, il a sorti son premier titre Free Samy, dédiée à son ami en prison. Au début de 2021, le titre comptait plus de 3 millions de streams sur Spotify. Il a commencé à acquérir une notoriété importante seulement.
En mai de la même année, il publie Face To Face, un remix de Exposing Me, le morceau appartenant à King Von et Memo600, qui est toujours son single le plus réussi sur YouTube. Il a également sorti Louboutin, en featuring avec le rappeur Vale Pain, ce qui a valu au rappeur d'être comparé au rappeur américain Pop Smoke. Il a culminé à la 22e place en Italie et a été certifié platine par la FIMI.

#### Giovane Rondo(2020)
En octobre 2020, Rondodasosa a sorti son premier EP, Giovane Rondo, qui comprenait des featurings de Capo Plaza et Shiva. L'EP a atteint la 6e place et a été certifié disque d'or par la FIMI. Et un succès avec le titre SLATT.

#### Suite de singles certifiés etEurovision(2021-2022)
En février 2021, il a sorti Movie avec le rappeur britannique Central Cee, le titre a culminé au numéro 26 en Italie et a été certifié or par la FIMI. 3 mois plus tard, il apparaîtra sur le remix de Body de Russ Millions et Tion Wayne aux côtés de Capo Plaza. Il sortira également « Dubaï » (qui a culminé à la 27e place), « Shawty » (qui a culminé à la 36e place) et « Chinga » (qui a culminé à la 49e place) la même année.
En 2022, il apparaîtra dans l'émission Eurovision de Central Cee qui a été diffusée dans l'album 23 (en).

#### Trenches Baby(2022)
Le 4 novembre 2022, il sort son premier album Trenches Baby. L'album a atteint la première place en Italie en 6 jours.
Il est resté dans les charts italiennes pendant 28 semaines, et pendant 1 semaine dans les charts suisses, à la 35e place.

#### MOTIVATION 4 THE STREETZavec Artie 5ive (2023)
Le 8 décembre 2023, il sort un album nommé, MOTIVATION 4 THE STREETZ, en commun avec Artie 5ive, artiste avec lequel il se séparera à la suite de disputes récurrentes,,.
L'album a atteint la 4e place en Italie en 6 jours.
Il est resté dans les charts italiennes pendant 23 semaines.

#### Blue Tape(2024)
Le 5 avril 2024, il sort l'album Blue Tape, sans la moindre collaboration. L'album a atteint la 6e place en Italie en 7 jours.
Il est resté dans les charts italiennes pendant 5 semaines.

#### MATTIA "7"(2025)
En décembre 2024, il annonce un album, nommé MATTIA "7", qui devait sortir en janvier 2025 via des stories Instagram. En janvier 2025, l'album n'est finalement pas sorti.
Après plusieurs semaines de silence vis-à-vis de celui-ci, Rondodasosa prend la parole, à nouveau via des stories Instagram, pour informer que l'album n'est pas sorti à cause des fuites de ses morceaux.
Il fait son retour le 12 avril 2025, via un post Instagram, annonçant qu'il s'est offert une Rolls Royce pour son 23e anniversaire, en indiquant également que l'album MATTIA "7" sera bientôt disponible.

## Affaires juridiques
En milieu 2020, le rappeur a été dénoncé par la police pour avoir sauté sur le capot d'une voiture de police à San Siro.
Le 20 août 2021, il a reçu de la part de la police milanaise une interdiction de se produire sur scène pendant deux ans à la suite d'une émeute dans une discothèque. Il n'avait également plus le droit d'entrer dans la ville, aller dans un bar, dans un restaurant, dans un supermarché, etc. Il est alors parti vivre en Angleterre.

## Discographie

### Albums
- 2020 : GIOVANE RONDO
- 2022 : TRENCHES BABY
- 2023 : MOTIVATION 4 THE STREETZ
- 2024 : BLUE TAPE
- 2025 : MATTIA "7"

### Singles
- 2020: Free Samy
- 2020: Face To Face

- 2021: MOVIE (avec Central Cee)
- 2021: DUBAI
- 2021: SOLO/ALONE
- 2021: SHAWTY (avec Sacky)

- 2022: CHINGA (avec Simba La Rue)
- 2022: BIRKIN
- 2022: STURDY
- 2022: AUTOSTOP
- 2022: READY 4 WAR (avec Artie 5ive)

- 2023: NEW YORK
- 2023: WE ON EM (avec NLE Choppa)
- 2023: CHIARA
- 2023: SSG
- 2023: RED&BLUE (avec Artie 5ive)
- 2023: GURU DEL BUSINESS (avec Artie 5ive)

- 2024: Face to face 2
- 2024: TOWN
- 2024: ADDERALL
- 2024: Another One
- 2024: Ragazzi Di Strada
- 2024: MANDANTE
- 2024: BABA

- 2025: GHETTO
- 2025: PRETTY GANGSTA (avec Margola)

### En tant qu'invité
- 2020: Untouchable (avec Vale Pain, DaBi, et Bovychulo)
- 2020: Louboutin (avec Vale Pain)
- 2020: SLIME (avec Lazza)

- 2021: SEVEN 7oo (avec Sacky, Vale Pain, Neima Ezza, Kilimoney, Keta)
- 2021: Body (avec Tion Wayne, Russ Millions, et Capo Plaza)
- 2021: Boy (avec Baby Gang)
- 2021: Plugged In (avec Fumez The Engineer)

- 2022: Eurovision (avec Central Cee)
- 2022: RUNNING (avec Keta, et Sacky)
- 2022: RAP (avec Sacky, et Neima Ezza)
- 2022: FUCK THE INDUSTRY (avec Central Cee)
- 2022: DLS (avec Samy)
- 2022: LUNEDÌ (avec Vale Pain, et Kilimoney)
- 2022: BABE (avec ANNA)
- 2022: LEI (avec Neima Ezza)
- 2022: c!ao (avec thasup)

- 2023: GangstaBaby (avec Sacky)
- 2023: Dancer (avec Russ Millions, Noizy, et Capo Plaza)
- 2023: EYES OF THE TIGER (avec Artie 5ive)
- 2023: Karma (avec MamboLosco)
- 2023: Mama Africa (avec Baby Gang)
- 2023: CHALLENGER (avec Sadturs)
- 2023: MEZZANOTTE (avec ElGrandeToto)

- 2024: MY BRUDDA (avec Sacky)
- 2024: Trincee (avec Melons)

- 2025: ISAKABA MAN (avec ODUMODUBLVCK)